# Аеродром Катанија-Фонтанароса
Међународни аеродром „Винћенцо Белини” Катанија-Фонтанароса (итал. Aeroporto Internazionale „Vincenzo Bellini” di Catania-Fontanarossa) је ваздушна лука италијанског града Катаније, другог по величини града острва Сицилија. Аеродром је смештен 4 km југозападно од града и, поред Катаније, опслужује источни део острва са многобројним туристичким одредиштима.
Катанијска ваздушна лука је последњих година једна од најпрометнијих у Италији. 2022. године промет путника је био преко 10 милиона.
Аеродром је авио-чвориште за нискотарифне авиопревознике „Рајанер” и „Визер”. 